# Giovanni Tocci
Giovanni Tocci, né le 31 août 1994 à Cosenza, est un plongeur italien.

## Carrière
Giovanni Tocci participe aux Championnats du monde 2015 à Kazan dans l'épreuve du tremplin 3 m synchronisé, avec Andrea Chiarabini, en terminant 9e de la finale. Il remporte la médaille d'argent lors des Championnats d'Europe à Londres, le 10 mai 2016, tremplin de 1 m, derrière l'Ukrainien Illya Kvasha, la première médaille masculine italienne depuis 2009. Il remonte pour ce faire de la 8e place du tour préliminaire, avec 352,25 points aux 414,30 points qui lui donnent l'argent. Il est qualifié avec Michele Benedetti pour l'épreuve du tremplin 3 m synchronisé pour les Jeux olympiques de 2016 à Rio.

## Palmarès

### Championnats du monde
- Championnats du monde 2017 à Budapest :
  -  Médaille de bronze du plongeon individuel à 1 m
- Championnats du monde 2024 à Doha :
  -  Médaille d'argent du plongeon synchronisé à 3 m avec Lorenzo Marsaglia.

### Championnats d'Europe
- Championnats d'Europe de natation 2016 à Londres :
  -  Médaille d'argent du plongeon individuel à 1 m
- Championnats d'Europe de natation 2018 à Glasgow :
  -  Médaille d'argent du plongeon individuel à 1 m
- Championnats d'Europe de natation 2020 à Budapest :
  -  Médaille de bronze du plongeon individuel à 1 m
- Championnats d'Europe de natation 2022 à Rome :
  -  Médaille de bronze du plongeon individuel à 1 m
  -  Médaille de bronze du plongeon individuel à 3 m
  -  Médaille d'argent du plongeon synchronisé à 3 m avec Lorenzo Marsaglia
- Championnats d'Europe de plongeon 2025 à Antalya :
  -  Médaille d'argent du plongeon synchronisé à 3 m avec Lorenzo Marsaglia

### Jeux européens[1]
- Jeux européens 2023 à Cracovie :
  -  Médaille d'argent du plongeon synchronisé à 3 m avec Lorenzo Marsaglia.